# Dirk Laucke
Dirk Laucke (* 17. Juni 1982 in Schkeuditz, DDR) ist ein deutscher Dramatiker.

## Leben
Dirk Laucke wuchs in Halle auf. Er begann 2002 ein Psychologiestudium an der Universität Leipzig, das er abbrach, um von 2004 bis 2008 den Studiengang „Szenisches Schreiben“ an der Universität der Künste Berlin (UdK) zu absolvieren. Laucke studierte unter anderem bei Oliver Bukowski, David Spencer und Hans-Joachim Frank.
2004 wurde Laucke von Tankred Dorst als Nachwuchsdramatiker zu den Salzburger Festspielen eingeladen, um sein noch unveröffentlichtes Drama Symptom, in dem die Patientin einer psychiatrischen Klinik behauptet, Ulrike Meinhof zu sein, in einer szenischen Lesung zu präsentieren. 2005 realisierte er zusammen mit seinen Kommilitoninnen Reyna Bruns und Magdalena Grazewicz als Auftragsarbeit für das Berliner Grips-Theater das Jugendstück Hier geblieben!, das die Lebenssituation minderjähriger Flüchtlinge in Deutschland thematisierte und für ein humanes Bleiberecht plädierte.
Mit dem Stück alter ford escort dunkelblau wurde Laucke 2006 zum Dramatikerworkshop beim Stückemarkt im Rahmen des Berliner Theatertreffens eingeladen und ein Jahr später für den Mülheimer Dramatikerpreis 2007 anlässlich der 32. Mülheimer Theatertage nominiert. Als Produktion des Mitteldeutschen Rundfunks entstand unter der Regie von Matthias Matschke und mit den Sprechern Jörg Schüttauf und Judith Engel 2008 auch ein Hörspiel nach diesem Stück. In der Spielzeit 2006/2007 war Laucke Stipendiat beim Autorenlabor am Düsseldorfer Schauspielhaus. Während dieses Stipendiums schrieb er das Schauspiel Wir sind immer oben. Lauckes Texte bewegen sich nach eigener Aussage „immer zwischen Recherche und Fiktion“. In Vorbereitung seiner Arbeiten sammle er O-Töne, teilweise habe er dann Experten des Alltags auf der Bühne.
Dirk Laucke lebt in Berlin.

## Trivia
In Rezensionen werden gelegentlich Parallelen zwischen Dirk Laucke und Clemens Meyer gezogen. Die Themen und Figuren ihrer Werke sind außerhalb der gesellschaftlichen Mitte angesiedelt.
Für die Inszenierung von Dirk Lauckes Theaterstück Der kalte Kuss von warmem Bier im Theater Trier von Regisseurin Ingrid Müller-Farny schrieb T. V. Smith vier Musikstücke mit teilweise deutschem Text. Die Premiere fand am 5. Mai 2012 statt. Die Stücke sind auf der EP Dangerous Playground und auf dem Album I Delete zu hören.

## Auszeichnungen
- 2006: Kleist-Förderpreis für junge Dramatiker für alter ford escort dunkelblau[6]
- 2007: Bei einer Kritikerumfrage der Zeitschrift Theater heute wurde Dirk Laucke für sein Stück alter ford escort dunkelblau zum Nachwuchsautor des Jahres gewählt.[7]
- 2009: Zonser Hörspielpreis für Alter Ford Escort dunkelblau, Regie: Matthias Matschke (MDR)
- 2009: Förderpreis zum Lessing-Preis des Freistaates Sachsen[8]
- 2010: Dramatikerpreis des Kulturkreises der deutschen Wirtschaft[9]
- 2011: Georg-Kaiser-Förderpreis

## Veröffentlichungen
- Dirk Laucke: Marie, Erzählung. In: Recknagel/Tillmann: An. Sicht. Aus. Eine Anthologie junger Schriften. Ille & Riemer, Leipzig/Weißenfels 2004, ISBN 978-3-936308-02-0.
- Dirk Laucke: Stres! ostanaloto e život. dve piesi, Black Flamingo Publ., Sofia 2012, Übersetzung von Vladko Murdarov, ISBN 978-954-2915-15-7.
- Dirk Laucke: Mit sozialistischem Grusz. Rowohlt Verlag, Berlin 2015, ISBN 978-3-499-26925-7
- Dirk Laucke: Furcht und Ekel. Das Privatleben glücklicher Leute. vollständig abgedruckt in: Theater heute. Nr. 11/2014, Berlin.

## Theaterstücke und Inszenierungen
- Hier geblieben!, Theaterstück für Menschen ab 12, Uraufführung am 2. Mai 2005 im Grips-Theater in Berlin
- Neustaat Halle, politische Late-Night-Show, Oktober 2005, Internationale Sommerschule in Halle-Neustadt (Kooperationsprojekt des Thalia-Theaters in Halle, des Bauhauses Dessau, der Internationalen Bauausstellung Stadtumbau Sachsen-Anhalt 2010 und der Stadt Halle)
- alter ford escort dunkelblau, Uraufführung am 27. Januar 2007 im Theater Osnabrück
- Silberhöhe gibts nich mehr, Uraufführung am 14. März 2008 am Thalia Theater in Halle[10]
- Stück gegen sich selbst, Uraufführung am 11. April 2008 an der Schaubühne am Lehniner Platz, dritter Teil der Deutschlandsaga: Drei Kurzstücke zu den 00er Jahren[11]
- Wir sind immer oben, Uraufführung am 14. September 2008 im Schauspiel Essen
- Der kalte Kuss von warmem Bier, Auftragswerk des Stadttheaters Heidelberg zur Eröffnung des Heidelberger Stückemarkts 2009, Uraufführung am 2. Mai 2009.
- zu jung zu alt zu deutsch, Osnabrück, Uraufführung am 14. Mai 2009.
- Für alle reicht es nicht, Staatsschauspiel Dresden, Uraufführung am 31. Oktober 2009.
- Stress! Der Rest ist Leben, Grips-Theater, Berlin, Uraufführung am 1. Februar 2010.
- Start- und Landebahn, Osnabrück, Uraufführung am 6. Mai 2010.
- Jim Bowatski hat kein Schamgefühl, Schauspielhaus Bochum, Theater Unten. Uraufführung am 3. Februar 2013
- Furcht und Ekel. Das Privatleben glücklicher Leute, Schauspiel Stuttgart, Uraufführung am 8. November 2014[12]
- Früher war alles..., Staatsschauspiel Dresden, Bürgerbühne, Uraufführung am 9. März 2019

## Film, Drehbuch und Hörspiele
- 2007: Drehbuch für Zeit der Fische, Kinofilm, zusammen mit Heiko Aufdermauer – Der Film entstand an der Hochschule für Film und Fernsehen Potsdam in Koproduktion mit Luna-Film, Berlin, Erstaufführung am 31. Januar 2008.
- 2011: Angst und Abscheu in der BRD. Mit Thomas Mahmoud und Matthias Platz. 51:32 Min. WDR 2011.
- 2017: Ein paar Dinge, die ich loswerden wollte. 52 Min. SWR 2017
- 2020: Erster Angriff (ARD Radio Tatort 151). 51 Min. MDR 2020
- 2021: Schlachten und Zerlegen (ARD Radio Tatort) 54 Min. Produktion MDR 2021[13]
- 2022: Ramsch (ARD Radio Tatort 169). 54 Min., Produktion MDR 2022. Autor: Dirk Laucke, Regie: Stefan Kanis, Ursendung 5. August 2022.[14]